# Vincent Aboubakar
Vincent Aboubakar (Yaoundé, 22 januari 1992) is een Kameroens voetballer die doorgaans speelt als centrumspits. In mei 2025 verliet hij Hatayspor. Aboubakar maakte in 2010 zijn debuut in het Kameroens voetbalelftal.

## Clubcarrière
Ondanks dat Aboubakar geboren werd in de zuidelijk gelegen hoofdstad Yaoundé ging hij spelen voor Cotonsport Garoua, een club uit het noorden van Kameroen. In het seizoen 2009/10 promoveerde de aanvaller tot een volwaardig lid van het eerste elftal in de Elite One. Op 26 mei 2010 tekende Aboubakar een contract bij het Franse Valenciennes. Hij kreeg daar rugnummer 9 en maakte zijn debuut in de eerste wedstrijd van het seizoen tegen OGC Nice. Dit competitieduel, gespeeld op 7 augustus 2010, eindigde in een 0–0 gelijkspel; na zeventig minuten speeltijd verving Aboubakar de Fransman David Ducourtioux. In de zeventiende wedstrijd van het seizoen 2010/11, het thuisduel tegen Paris Saint-Germain, maakte Aboubakar zijn eerste doelpunt in het Europese competitievoetbal. Op aangeven van de Koreaan Nam Tae-hee schoot hij in de 82ste minuut raak (1–1, eindstand 1–2 verlies). Op 26 oktober maakte Aboubakar in het Franse bekertoernooi een hattrick in de achtste finale tegen US Boulogne.
In de zomer van 2013, na het aflopen van zijn verbintenis bij Valenciennes, vertrok Aboubakar naar FC Lorient. Bij die club tekende hij een contract voor drie jaar. In het seizoen 2013/14 speelde Vincent Aboubakar 35 competitiewedstrijden, waarin hij zestien maal trefzeker was. Dat aantal resulteerde in een tweede plaats op de topscorerslijst van het seizoen, samen met Edinson Cavani (Paris Saint-Germain), Salomon Kalou (Lille OSC) en André-Pierre Gignac (Olympique Marseille). Allemaal maakten ze zestien doelpunten; alleen de Zweed Zlatan Ibrahimović moest Aboubakar voor zich dulden. In augustus 2014 startte Aboubakar met Lorient aan het nieuwe seizoen en speelde hij twee wedstrijden in de Ligue 1; op 24 augustus zette hij echter een handtekening onder een contract voor vier jaar bij FC Porto uit Portugal. Bij die club maakte hij zijn debuut op 14 september in de Primeira Liga tegen Vitória Guimarães (1–1 gelijkspel). In de negentigste minuut van het duel viel Aboubakar in voor de Mexicaan Héctor Herrera. Drie dagen later speelde hij zijn eerste internationale clubwedstrijd in de UEFA Champions League tegen BATE Borisov (6–0 winst, één doelpunt). Aboubakar maakte op 16 september 2015 in de UEFA Champions League 2015/16 twee doelpunten in de uitwedstrijd tegen Dynamo Kiev, die eindigde in een 2–2 gelijkspel. In de zomer van 2016 werd de Kameroener voor de duur van één seizoen op huurbasis overgenomen door Beşiktaş. In de zomer van 2020 verliep de verbintenis van de Kameroense spits bij Porto, waarop Beşiktaş hem overnam. Een jaar later besloot hij weer te vertrekken en hierop tekende hij bij Al-Nassr.
Begin 2023 moest Aboubakar vertrekken bij Al-Nassr, dat door het aantrekken van Cristiano Ronaldo te veel buitenlandse spelers onder contract had staan. Hierop keerde de Kameroener terug naar Beşiktaş, wat hem een contract voor tweeënhalf jaar voorschotelde met een optie op een seizoen extra. De aanvaller mocht in september 2024 transfervrij vertrekken en ging hierop voor Hatayspor spelen. Met Hatayspor degradeerde Aboubakar, waarna hij besloot zijn contract te ontbinden.

## Clubstatistieken
| Seizoen | Club         | Competitie    | Competitie | Competitie | Beker | Beker | Internationaal | Internationaal | Totaal | Totaal |
| Seizoen | Club         | Competitie    | Wed.       | Dlp.       | Wed.  | Dlp.  | Wed.           | Dlp.           | Wed.   | Dlp.   |
| ------- | ------------ | ------------- | ---------- | ---------- | ----- | ----- | -------------- | -------------- | ------ | ------ |
| 2010/11 | Valenciennes | Ligue 1       | 17         | 1          | 3     | 3     | —              | —              | 20     | 4      |
| 2011/12 | Valenciennes | Ligue 1       | 27         | 6          | 4     | 2     | —              | —              | 31     | 8      |
| 2012/13 | Valenciennes | Ligue 1       | 28         | 2          | 2     | 1     | —              | —              | 30     | 3      |
| 2013/14 | FC Lorient   | Ligue 1       | 35         | 16         | 1     | 0     | —              | —              | 36     | 16     |
| 2014/15 | FC Lorient   | Ligue 1       | 2          | 1          | 0     | 0     | —              | —              | 2      | 1      |
| 2014/15 | FC Porto     | Primeira Liga | 14         | 4          | 2     | 1     | 4              | 3              | 20     | 8      |
| 2015/16 | FC Porto     | Primeira Liga | 28         | 13         | 6     | 2     | 8              | 3              | 42     | 18     |
| 2016/17 | → Beşiktaş   | Süper Lig     | 27         | 12         | 2     | 1     | 9              | 6              | 38     | 19     |
| 2017/18 | FC Porto     | Primeira Liga | 28         | 15         | 8     | 4     | 6              | 5              | 42     | 24     |
| 2018/19 | FC Porto     | Primeira Liga | 8          | 4          | 1     | 0     | 1              | 0              | 10     | 4      |
| 2019/20 | FC Porto     | Primeira Liga | 5          | 0          | 1     | 0     | 2              | 2              | 8      | 2      |
| 2020/21 | Beşiktaş     | Süper Lig     | 26         | 15         | 3     | 1     | —              | —              | 29     | 16     |
| 2021/22 | Al-Nassr     | Pro League    | 23         | 8          | 1     | 0     | 3              | 1              | 27     | 9      |
| 2022/23 | Al-Nassr     | Pro League    | 11         | 4          | 1     | 0     | —              | —              | 12     | 4      |
| 2022/23 | Beşiktaş     | Süper Lig     | 16         | 13         | 0     | 0     | —              | —              | 16     | 13     |
| 2023/24 | Beşiktaş     | Süper Lig     | 22         | 5          | 2     | 0     | 10             | 7              | 34     | 12     |
| 2024/25 | Hatayspor    | Süper Lig     | 25         | 7          | 3     | 1     | —              | —              | 28     | 8      |
| Totaal  | Totaal       | Totaal        | 342        | 126        | 40    | 16    | 43             | 27             | 425    | 169    |

Bijgewerkt op 14 mei 2025.

## Interlandcarrière
Aboubakar maakte op 29 mei 2010 zijn debuut in het Kameroens voetbalelftal, in een oefeninterland tegen Slowakije. Hij begon in de basis en werd na 67 minuten bij een 1–0 achterstand vervangen door Geremi Njitap (eindstand 1–1). In mei werd Aboubakar opgenomen in de selectie van Kameroen voor het wereldkampioenschap voetbal 2010 in Zuid-Afrika; hij was de enige Kameroener die op dat moment werkzaam was in de binnenlandse competitie. Op het toernooi speelde hij mee in twee groepsduels, tegen Denemarken (1–2 verlies) en Nederland (eveneens 1–2 verlies). Zijn eerste interlanddoelpunt volgde in de eerste interland na het WK: in de vriendschappelijke wedstrijd tegen het Pools voetbalelftal maakte hij het derde van drie Kameroense doelpunten. Met zijn land nam Aboubakar ook deel aan het wereldkampioenschap voetbal 2014 in Brazilië, waar hij meedeed in de verloren groepswedstrijden tegen het gastland en tegen Kroatië. In 2014 speelde hij niet meer bij Cotonsport en dus ook niet meer in de Kameroense competitie; twee andere Kameroeners in de selectie, Loïc Feudjou en Cédric Djeugoué, nog wel. Aboubakar maakte als invaller het winnende doelpunt in de finale van de strijd om het Afrikaans kampioenschap voetbal 2017, toen de Ontembare Leeuwen met 2–1 wonnen van Egypte en zo voor de vijfde keer in de geschiedenis het continentale toernooi op hun naam schreven. Aboubakar nam met Kameroen enkele maanden later deel aan de FIFA Confederations Cup 2017, waar in de groepsfase werd verloren van regerend wereldkampioen Duitsland, regerend Zuid-Amerikaans kampioen Chili en werd gelijkgespeeld tegen de kampioen van Azië, Australië. In 2022 werd Aboubakar met zes doelpunten topscorer van het Afrikaans kampioenschap met acht doelpunten.
In november 2022 werd Aboubakar door bondscoach Rigobert Song opgenomen in de selectie van Kameroen voor het WK 2022. Tijdens dit WK werd Kameroen uitgeschakeld in de groepsfase na een nederlaag tegen Zwitserland, een gelijkspel tegen Servië en een overwinning op Brazilië. Aboubakar kwam in alle drie de duels in actie en scoorde tegen Servië en Brazilië. Na zijn doelpunt tegen dat laatste land trok hij zijn shirt uit en werd hij met een tweede gele kaart van het veld gestuurd. Zijn toenmalige clubgenoten Sultan Al-Ghannam, Abdullah Madu, Abdulelah Al-Amri, Ali Al-Hassan, Sami Al-Najei en Nawaf Al-Aqidi (allen Saoedi-Arabië) waren ook actief op het toernooi.
| Interlands van Vincent Aboubakar voor Kameroen | Interlands van Vincent Aboubakar voor Kameroen | Interlands van Vincent Aboubakar voor Kameroen | Interlands van Vincent Aboubakar voor Kameroen | Interlands van Vincent Aboubakar voor Kameroen | Interlands van Vincent Aboubakar voor Kameroen | Interlands van Vincent Aboubakar voor Kameroen |
| №                                              | Datum                                          | Wedstrijd                                      | Uitslag                                        | Soort wedstrijd                                | Doelpunten                                     |                                                |
| Als speler bij Valenciennes                    | Als speler bij Valenciennes                    | Als speler bij Valenciennes                    | Als speler bij Valenciennes                    | Als speler bij Valenciennes                    | Als speler bij Valenciennes                    | Als speler bij Valenciennes                    |
| ---------------------------------------------- | ---------------------------------------------- | ---------------------------------------------- | ---------------------------------------------- | ---------------------------------------------- | ---------------------------------------------- | ---------------------------------------------- |
| 1                                              | 29 mei 2010                                    | Slowakije – Kameroen                           | 1 – 1                                          | Vriendschappelijk                              |                                                |                                                |
| 2                                              | 5 juni 2010                                    | Servië – Kameroen                              | 4 – 3                                          | Vriendschappelijk                              |                                                |                                                |
| 3                                              | 19 juni 2010                                   | Kameroen – Denemarken                          | 1 – 2                                          | WK 2010                                        |                                                |                                                |
| 4                                              | 24 juni 2010                                   | Kameroen – Nederland                           | 1 – 2                                          | WK 2010                                        |                                                |                                                |
| 5                                              | 11 augustus 2010                               | Polen – Kameroen                               | 0 – 3                                          | Vriendschappelijk                              | 85'                                            |                                                |
| 6                                              | 4 september 2010                               | Mauritius – Kameroen                           | 1 – 3                                          | AK 2012 kwalificatie                           |                                                |                                                |
| 7                                              | 9 oktober 2010                                 | Kameroen – Congo-Kinshasa                      | 1 – 1                                          | AK 2012 kwalificatie                           |                                                |                                                |
| 8                                              | 26 maart 2011                                  | Senegal – Kameroen                             | 1 – 0                                          | AK 2012 kwalificatie                           |                                                |                                                |
| 9                                              | 4 juni 2011                                    | Kameroen – Senegal                             | 0 – 0                                          | AK 2012 kwalificatie                           |                                                |                                                |
| 10                                             | 7 juni 2011                                    | Rusland – Kameroen                             | 0 – 0                                          | Vriendschappelijk                              |                                                |                                                |
| 11                                             | 11 november 2011                               | Kameroen – Soedan                              | 3 – 1                                          | Vriendschappelijk                              |                                                |                                                |
| 12                                             | 13 november 2011                               | Marokko – Kameroen                             | 1 – 1                                          | Vriendschappelijk                              |                                                |                                                |
| 13                                             | 29 februari 2012                               | Guinee-Bissau – Kameroen                       | 0 – 1                                          | AK 2013 kwalificatie                           |                                                |                                                |
| 14                                             | 10 juni 2012                                   | Libië – Kameroen                               | 2 – 1                                          | WK 2014 kwalificatie                           |                                                |                                                |
| 15                                             | 16 juni 2012                                   | Kameroen – Guinee-Bissau                       | 1 – 0                                          | AK 2013 kwalificatie                           |                                                |                                                |
| 16                                             | 8 september 2012                               | Kaapverdië – Kameroen                          | 2 – 0                                          | AK 2013 kwalificatie                           |                                                |                                                |
| 17                                             | 14 oktober 2012                                | Kameroen – Kaapverdië                          | 2 – 1                                          | AK 2013 kwalificatie                           |                                                |                                                |
| 18                                             | 6 februari 2013                                | Tanzania – Kameroen                            | 1 – 0                                          | Vriendschappelijk                              |                                                |                                                |
| 19                                             | 2 juni 2013                                    | Oekraïne – Kameroen                            | 0 – 0                                          | Vriendschappelijk                              |                                                |                                                |
| 20                                             | 9 juni 2013                                    | Togo – Kameroen                                | 0 – 3                                          | WK 2014 kwalificatie                           |                                                |                                                |
| 21                                             | 16 juni 2013                                   | Congo-Kinshasa – Kameroen                      | 0 – 0                                          | WK 2014 kwalificatie                           |                                                |                                                |
| Als speler bij FC Lorient                      |                                                |                                                |                                                |                                                |                                                |                                                |
| 22                                             | 5 maart 2014                                   | Portugal – Kameroen                            | 5 – 1                                          | Vriendschappelijk                              | 43'                                            |                                                |
| 23                                             | 29 mei 2014                                    | Kameroen – Paraguay                            | 1 – 2                                          | Vriendschappelijk                              |                                                |                                                |
| 24                                             | 7 juni 2014                                    | Kameroen – Moldavië                            | 1 – 0                                          | Vriendschappelijk                              |                                                |                                                |
| 25                                             | 18 juni 2014                                   | Kameroen – Kroatië                             | 0 – 4                                          | WK 2014                                        |                                                |                                                |
| 26                                             | 23 juni 2014                                   | Kameroen – Brazilië                            | 1 – 4                                          | WK 2014                                        |                                                |                                                |
| Als speler bij FC Porto                        |                                                |                                                |                                                |                                                |                                                |                                                |
| 27                                             | 6 september 2014                               | Congo-Kinshasa – Kameroen                      | 0 – 2                                          | AK 2015 kwalificatie                           | 81'                                            |                                                |
| 28                                             | 10 september 2014                              | Kameroen – Ivoorkust                           | 4 – 1                                          | AK 2015 kwalificatie                           | 38', 53'                                       |                                                |
| 29                                             | 11 oktober 2014                                | Sierra Leone – Kameroen                        | 0 – 0                                          | AK 2015 kwalificatie                           |                                                |                                                |
| 30                                             | 15 november 2014                               | Kameroen – Congo-Kinshasa                      | 1 – 0                                          | AK 2015 kwalificatie                           | 70'                                            |                                                |
| 31                                             | 19 november 2014                               | Ivoorkust – Kameroen                           | 0 – 0                                          | AK 2015 kwalificatie                           |                                                |                                                |
| 32                                             | 10 januari 2015                                | Kameroen – Zuid-Afrika                         | 1 – 1                                          | Vriendschappelijk                              | 7'                                             |                                                |
| 33                                             | 20 januari 2015                                | Mali – Kameroen                                | 1 – 1                                          | AK 2015                                        |                                                |                                                |
| 34                                             | 24 januari 2015                                | Kameroen – Guinee                              | 1 – 1                                          | AK 2015                                        |                                                |                                                |
| 35                                             | 28 januari 2015                                | Kameroen – Ivoorkust                           | 0 – 1                                          | AK 2015                                        |                                                |                                                |
| 36                                             | 25 maart 2015                                  | Indonesië – Kameroen                           | 0 – 1                                          | Vriendschappelijk                              | 35'                                            |                                                |
| 37                                             | 6 juni 2015                                    | Burkina Faso – Kameroen                        | 2 – 3                                          | Vriendschappelijk                              | 35'                                            |                                                |
| 38                                             | 9 juni 2015                                    | Congo-Kinshasa – Kameroen                      | 1 – 1                                          | Vriendschappelijk                              |                                                |                                                |
| 39                                             | 14 juni 2015                                   | Kameroen – Mauritanië                          | 1 – 0                                          | AK 2017 kwalificatie                           | 90'                                            |                                                |
| 40                                             | 6 september 2015                               | Gambia – Kameroen                              | 0 – 1                                          | AK 2017 kwalificatie                           | 65'                                            |                                                |
| 41                                             | 11 oktober 2015                                | Nigeria – Kameroen                             | 3 – 0                                          | Vriendschappelijk                              |                                                |                                                |
| 42                                             | 13 november 2015                               | Niger – Kameroen                               | 0 – 3                                          | WK 2018 kwalificatie                           | 39'                                            |                                                |
| 43                                             | 17 november 2015                               | Kameroen – Niger                               | 0 – 0                                          | WK 2018 kwalificatie                           |                                                |                                                |
| 44                                             | 29 maart 2016                                  | Zuid-Afrika – Kameroen                         | 0 – 0                                          | AK 2017 kwalificatie                           |                                                |                                                |
| 45                                             | 30 mei 2016                                    | Frankrijk – Kameroen                           | 3 – 2                                          | Vriendschappelijk                              | 22'                                            |                                                |
| 46                                             | 3 juni 2016                                    | Mauritanië – Kameroen                          | 0 – 1                                          | AK 2017 kwalificatie                           |                                                |                                                |
| Als speler bij Beşiktaş                        |                                                |                                                |                                                |                                                |                                                |                                                |
| 47                                             | 9 oktober 2016                                 | Algerije – Kameroen                            | 1 – 1                                          | WK 2018 kwalificatie                           |                                                |                                                |
| 48                                             | 12 november 2016                               | Kameroen – Zambia                              | 1 – 1                                          | WK 2018 kwalificatie                           | 50' (pen.)                                     |                                                |
| 49                                             | 5 januari 2017                                 | Kameroen – Congo-Kinshasa                      | 2 – 0                                          | Vriendschappelijk                              |                                                |                                                |
| 50                                             | 18 januari 2017                                | Kameroen – Guinee-Bissau                       | 2 – 1                                          | AK 2017                                        |                                                |                                                |
| 51                                             | 22 januari 2017                                | Gabon – Kameroen                               | 0 – 0                                          | AK 2017                                        |                                                |                                                |
| 52                                             | 28 januari 2017                                | Senegal – Kameroen                             | 0 – 0                                          | AK 2017                                        |                                                |                                                |
| 53                                             | 2 februari 2017                                | Kameroen – Ghana                               | 2 – 0                                          | AK 2017                                        |                                                |                                                |
| 54                                             | 5 februari 2017                                | Egypte – Kameroen                              | 1 – 2                                          | AK 2017                                        | 89'                                            |                                                |
| 55                                             | 24 maart 2017                                  | Tunesië – Kameroen                             | 0 – 1                                          | Vriendschappelijk                              | 15'                                            |                                                |
| 56                                             | 28 maart 2017                                  | Kameroen – Guinee                              | 1 – 2                                          | Vriendschappelijk                              |                                                |                                                |
| 57                                             | 10 juni 2017                                   | Kameroen – Marokko                             | 1 – 0                                          | AK 2019 kwalificatie                           | 29'                                            |                                                |
| 58                                             | 18 juni 2017                                   | Kameroen – Chili                               | 0 – 2                                          | Confederations Cup 2017                        |                                                |                                                |
| 59                                             | 22 juni 2017                                   | Kameroen – Australië                           | 1 – 1                                          | Confederations Cup 2017                        |                                                |                                                |
| 60                                             | 25 juni 2017                                   | Duitsland – Kameroen                           | 3 – 1                                          | Confederations Cup 2017                        | 78'                                            |                                                |
| Als speler bij FC Porto                        |                                                |                                                |                                                |                                                |                                                |                                                |
| 61                                             | 1 september 2017                               | Nigeria – Kameroen                             | 4 – 0                                          | WK 2018 kwalificatie                           |                                                |                                                |
| 62                                             | 4 september 2017                               | Kameroen – Nigeria                             | 1 – 1                                          | WK 2018 kwalificatie                           |                                                |                                                |
| 63                                             | 7 oktober 2017                                 | Kameroen – Algerije                            | 2 – 0                                          | WK 2018 kwalificatie                           | 75' (pen.)                                     |                                                |
| 64                                             | 11 november 2017                               | Zambia – Kameroen                              | 2 – 2                                          | WK 2018 kwalificatie                           |                                                |                                                |
| 65                                             | 25 maart 2018                                  | Koeweit – Kameroen                             | 1 – 3                                          | Vriendschappelijk                              | 11'                                            |                                                |
| 66                                             | 13 november 2019                               | Kameroen – Kaapverdië                          | 0 – 0                                          | AK 2021 kwalificatie                           |                                                |                                                |
| 67                                             | 17 november 2019                               | Rwanda – Kameroen                              | 0 – 1                                          | AK 2021 kwalificatie                           |                                                |                                                |
| Als speler bij Beşiktaş                        |                                                |                                                |                                                |                                                |                                                |                                                |
| 68                                             | 12 november 2020                               | Kameroen – Mozambique                          | 4 – 1                                          | AK 2021 kwalificatie                           | 38', 47'                                       |                                                |
| 69                                             | 16 november 2020                               | Mozambique – Kameroen                          | 0 – 2                                          | AK 2021 kwalificatie                           | 26'                                            |                                                |
| 70                                             | 26 maart 2021                                  | Kaapverdië – Kameroen                          | 3 – 1                                          | AK 2021 kwalificatie                           |                                                |                                                |
| 71                                             | 30 maart 2021                                  | Kameroen – Rwanda                              | 0 – 0                                          | AK 2021 kwalificatie                           |                                                |                                                |
| Als speler bij Al-Nassr                        |                                                |                                                |                                                |                                                |                                                |                                                |
| 72                                             | 3 september 2021                               | Kameroen – Malawi                              | 2 – 0                                          | WK 2022 kwalificatie                           | 9'                                             |                                                |
| 73                                             | 6 september 2021                               | Ivoorkust – Kameroen                           | 2 – 1                                          | WK 2022 kwalificatie                           |                                                |                                                |
| 74                                             | 8 oktober 2021                                 | Kameroen – Mozambique                          | 3 – 1                                          | WK 2022 kwalificatie                           |                                                |                                                |
| 75                                             | 11 oktober 2021                                | Mozambique – Kameroen                          | 0 – 1                                          | WK 2022 kwalificatie                           |                                                |                                                |
| 76                                             | 13 november 2021                               | Malawi – Kameroen                              | 0 – 4                                          | WK 2022 kwalificatie                           | 23' (pen.)                                     |                                                |
| 77                                             | 16 november 2021                               | Kameroen – Ivoorkust                           | 1 – 0                                          | WK 2022 kwalificatie                           |                                                |                                                |
| 78                                             | 9 januari 2022                                 | Kameroen – Burkina Faso                        | 2 – 1                                          | AK 2021                                        | 40' (pen.), 45+3' (pen.)                       |                                                |
| 79                                             | 13 januari 2022                                | Kameroen – Ethiopië                            | 4 – 1                                          | AK 2021                                        | 53', 55'                                       |                                                |
| 80                                             | 17 januari 2022                                | Kameroen – Kaapverdië                          | 1 – 1                                          | AK 2021                                        | 39'                                            |                                                |
| 81                                             | 24 januari 2022                                | Kameroen – Comoren                             | 2 – 1                                          | AK 2021                                        | 70'                                            |                                                |
| 82                                             | 29 januari 2022                                | Kameroen – Gambia                              | 2 – 0                                          | AK 2021                                        |                                                |                                                |
| 83                                             | 3 februari 2022                                | Kameroen – Egypte                              | 0 – 0 (1 – 3 n.s.)                             | AK 2021                                        |                                                |                                                |
| 84                                             | 6 februari 2022                                | Kameroen – Burkina Faso                        | 3 – 3 (5 – 3 n.s.)                             | AK 2021                                        | 85', 87'                                       |                                                |
| 85                                             | 25 maart 2022                                  | Kameroen – Algerije                            | 0 – 1                                          | WK 2022 kwalificatie                           | 23' (pen.)                                     |                                                |
| 86                                             | 29 maart 2022                                  | Algerije – Kameroen                            | 1 – 2 n.v.                                     | WK 2022 kwalificatie                           |                                                |                                                |
| 87                                             | 8 juni 2022                                    | Burundi – Kameroen                             | 0 – 1                                          | AK 2023 kwalificatie                           |                                                |                                                |
| 88                                             | 23 september 2022                              | Oezbekistan – Kameroen                         | 2 – 0                                          | Vriendschappelijk                              |                                                |                                                |
| 89                                             | 27 september 2022                              | Zuid-Korea – Kameroen                          | 1 – 0                                          | Vriendschappelijk                              |                                                |                                                |
| 90                                             | 9 november 2022                                | Kameroen – Jamaica                             | 1 – 1                                          | Vriendschappelijk                              |                                                |                                                |
| 91                                             | 18 november 2022                               | Kameroen – Panama                              | 1 – 1                                          | Vriendschappelijk                              |                                                |                                                |
| 92                                             | 24 november 2022                               | Zwitserland – Kameroen                         | 1 – 0                                          | WK 2022                                        |                                                |                                                |
| 93                                             | 28 november 2022                               | Kameroen – Servië                              | 3 – 3                                          | WK 2022                                        | 64'                                            |                                                |
| 94                                             | 2 december 2022                                | Kameroen – Brazilië                            | 1 – 0                                          | WK 2022                                        | 90+2'                                          |                                                |
| Als speler bij Beşiktaş                        |                                                |                                                |                                                |                                                |                                                |                                                |
| 95                                             | 28 maart 2023                                  | Namibië – Kameroen                             | 2 – 1                                          | AK 2023 kwalificatie                           |                                                |                                                |
| 96                                             | 12 september 2023                              | Kameroen – Burkina Faso                        | 3 – 0                                          | AK 2023 kwalificatie                           |                                                |                                                |
| 97                                             | 12 oktober 2023                                | Rusland – Kameroen                             | 1 – 0                                          | Vriendschappelijk                              |                                                |                                                |
| 98                                             | 16 oktober 2023                                | Senegal – Kameroen                             | 1 – 0                                          | Vriendschappelijk                              |                                                |                                                |
| 99                                             | 9 januari 2024                                 | Zambia – Kameroen                              | 1 – 1                                          | Vriendschappelijk                              |                                                |                                                |
| 100                                            | 27 januari 2024                                | Nigeria – Kameroen                             | 2 – 0                                          | AK 2023                                        |                                                |                                                |
| 101                                            | 8 juni 2024                                    | Kameroen – Kaapverdië                          | 4 – 1                                          | WK 2026 kwalificatie                           | 25', 44' (pen.)                                |                                                |
| 102                                            | 11 juni 2024                                   | Angola – Kameroen                              | 1 – 1                                          | WK 2026 kwalificatie                           |                                                |                                                |
| Als speler bij Hatayspor                       |                                                |                                                |                                                |                                                |                                                |                                                |
| 103                                            | 7 september 2024                               | Kameroen – Namibië                             | 1 – 0                                          | AK 2025 kwalificatie                           | 65'                                            |                                                |
| 104                                            | 10 september 2024                              | Zimbabwe – Kameroen                            | 0 – 0                                          | AK 2025 kwalificatie                           |                                                |                                                |
| 105                                            | 11 oktober 2024                                | Kameroen – Kenia                               | 4 – 1                                          | AK 2025 kwalificatie                           | 8' (pen.)                                      |                                                |
| 106                                            | 14 oktober 2024                                | Kenia – Kameroen                               | 0 – 1                                          | AK 2025 kwalificatie                           |                                                |                                                |
| 107                                            | 13 november 2024                               | Namibië – Kameroen                             | 0 – 0                                          | AK 2025 kwalificatie                           |                                                |                                                |
| 108                                            | 19 november 2024                               | Kameroen – Zimbabwe                            | 2 – 1                                          | AK 2025 kwalificatie                           | 18'                                            |                                                |
| 109                                            | 19 maart 2025                                  | Swaziland – Kameroen                           | 0 – 0                                          | WK 2026 kwalificatie                           |                                                |                                                |
| 110                                            | 25 maart 2025                                  | Kameroen – Libië                               | 3 – 1                                          | WK 2026 kwalificatie                           | 27' (pen.), 61'                                |                                                |

Bijgewerkt op 14 mei 2025.

## Erelijst
| Competitie                                        |                   |                     |                   |                   |
| Competitie                                        | Aantal            | Jaren               |                   |                   |
| Cotonsport Garoua                                 | Cotonsport Garoua | Cotonsport Garoua   | Cotonsport Garoua | Cotonsport Garoua |
| ------------------------------------------------- | ----------------- | ------------------- | ----------------- | ----------------- |
| Première Division                                 | 1                 | 2009/10             |                   |                   |
| Beşiktaş                                          |                   |                     |                   |                   |
| Süper Lig                                         | 2                 | 2016/17, 2020/21    |                   |                   |
| Türkiye Kupası                                    | 1                 | 2020/21             |                   |                   |
| FC Porto                                          |                   |                     |                   |                   |
| Primeira Liga                                     | 2                 | 2017/18, 2019/20    |                   |                   |
| Taça de Portugal                                  | 1                 | 2019/20             |                   |                   |
| Supertaça Cândido de Oliveira                     | 1                 | 2018                |                   |                   |
| Kameroen                                          |                   |                     |                   |                   |
| CAF Africa Cup of Nations                         | 1                 | 2017                |                   |                   |
| Individueel                                       |                   |                     |                   |                   |
| Topscorer – CAF Africa Cup of Nations             | 1                 | 2021 (8 doelpunten) |                   |                   |
| Team van het Toernooi – CAF Africa Cup of Nations | 1                 | 2021                |                   |                   |